# Dystrykt federalny

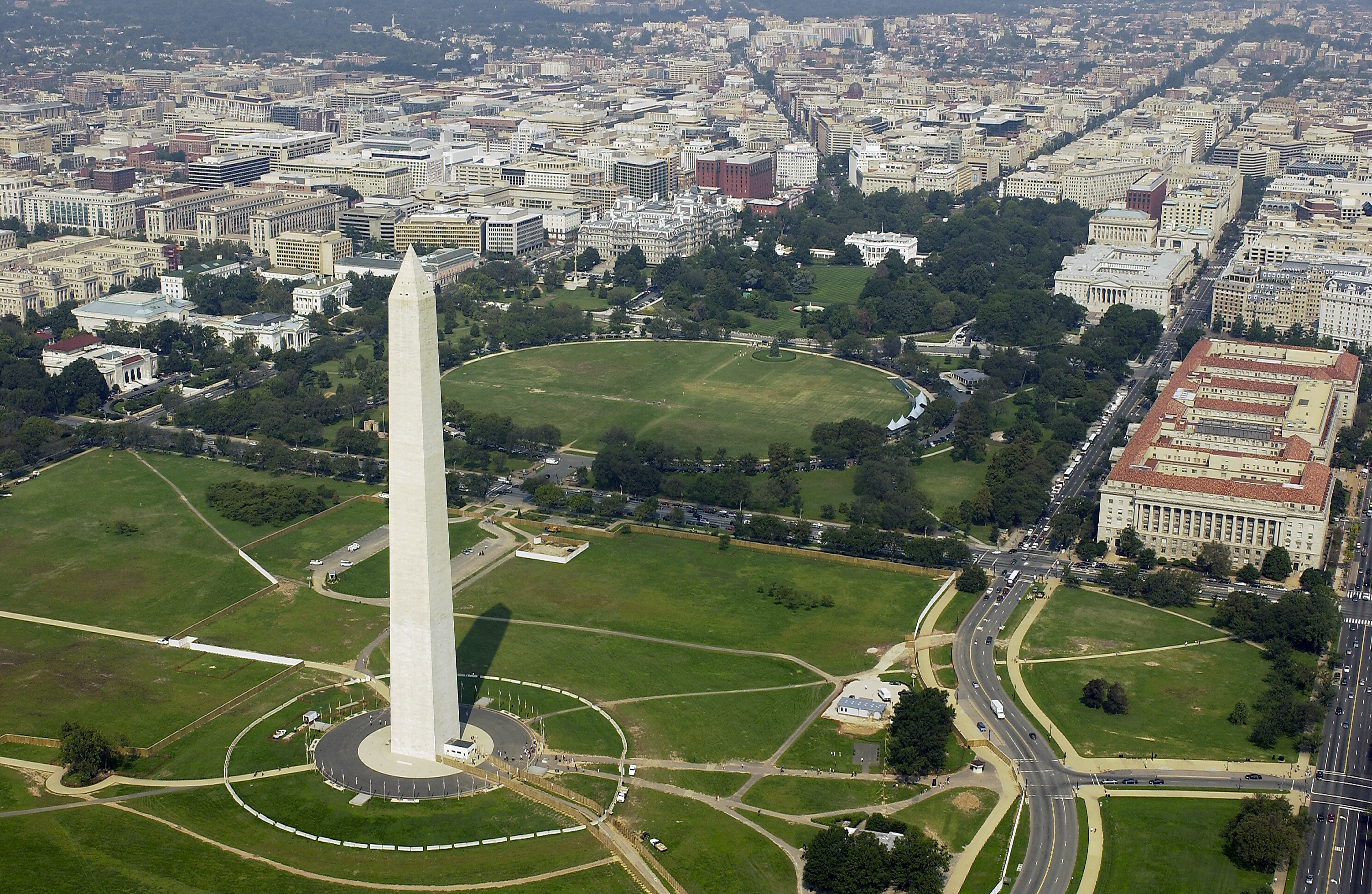
Waszyngton, Dystrykt Kolumbii

Dystrykt federalny (okręg federalny) – w państwach o ustroju federacyjnym, jednostka terytorialna podlegająca bezpośrednio władzom centralnym. Obejmuje ona zazwyczaj stolicę federacji w jej granicach administracyjnych.
Przykłady dystryktów federalnych (ich nazwy oryginalne, powierzchnia i liczba ludności):
- Argentyna – Dystrykt Federalny Buenos Aires (Distrito Federal, 200 km²; 2,8 mln mieszk.)
- Australia – Australijskie Terytorium Stołeczne Canberra (Australian Capital Territory, 2452 km²; 330 tys.)
- Belgia – Bruksela (Brussels Hoofdstedelijk Gewest; Région de Bruxelles-Capitale, 161 km²; 980 tys.)
- Brazylia – Distrito Federal, (5822 km²; 2,2 mln)
- Meksyk – Dystrykt Federalny Meksyk (Distrito Federal, 1499 km²; 8,7 mln),
- Stany Zjednoczone – Dystrykt Kolumbii (District of Columbia; Washington D.C., 159 km², 570 tys.)
- Wenezuela – Dystrykt Stołeczny (Distrito Federal, 433 km²; 1,7 mln)